# Jardin de la maison Sorolla
Jardin de la Maison Sorolla est une huile sur toile du peintre postimpresioniste espagnol Joaquín Sorolla peinte en 1920. Il fait partie de la collection du Musée Sorolla.

## Description
La peinture, marquée par sa luminosité, montre l'un des jardins de la maison madrilène du peintre (où est installé le Musée Sorolla). Joaquín Sorolla avait tracé les plans préliminaires du jardin. 
Le tableau montre une partie des deuxièmes et troisièmes jardins qui étaient séparés par des colonnes. Le centre est occupé par un fauteuil en osier vide qu'utilisait Sorolla. Le troisième jardin a été créé, de même que le premier, en 1911, mais il ne fut planté qu'entre 1912 et 1913, et puis replanté en 1917, après avoir terminé le deuxième jardin. Le second a été le dernier à être créé, et planté entre 1915 et 1916. Il est inspiré des jardins du Generalife de Grenade. Entre les deux jardins se trouve la zone représentée sur ce tableau qui est ornée de sculptures en bronze, copies de sculptures du Musée Archéologique de Naples.

## Historique
Entre 1916 et 1920, profitant des brèves périodes de repos dans son travail pour l'Hispanic Society de New York, Sorolla peignit son jardin depuis des divers points de vue, au point d'en faire un corpus dans son œuvre. Cette version a été une des dernières avant que l'artiste ne souffrît d'une attaque de hémiplégie qui l'empêcha de continuer à peindre. Sorolla peignit plus de 40 tableaux des jardins de sa maison de Madrid.